# Héctor Horacio Dalmau
Héctor Horacio Dalmau (Concordia, Entre Ríos, 22 de abril de 1938-Posadas, Misiones, 10 de julio de 2025) fue un político argentino y dirigente peronista de la provincia de Misiones.
En 1983 fue elegido Diputado Nacional por el justicialismo y reelecto en 1987 en el mismo cargo, hasta 1991.
Cumplió funciones en organismos internacionales como la ONU, la Unesco y la Cepal, siempre vinculados a la temática ambiental.  En los '60 fue maestro rural, en medio del monte misionero, en Campo Ramón. Fue mediador, llamado por Alfonsín, en el conflicto carapintada de 1987.
En la década del '90 como funcionario público (Subsecretario de Ambiente Humano de la Nación) denunció a María Julia Alsogaray por la denominada “limpieza del Riachuelo” y los créditos solicitados. Es autor de libros como Represas sin pérdida de soberanía y Crónicas del país de los ríos muertos.

## Biografía
Héctor Horacio Dalmau, conocido en Misiones como "Chiquito" Dalmau, es un maestro normal nacional que hace política, siempre dentro del peronismo ortodoxo.
Cursó sus estudios primarios mitad en Concordia (Escuela N.º 1 Vélez Sarsfield), y los grados superiores en la Escuela N.º 6 y en la Escuela Normal de Posadas.
Sus estudios secundarios, hasta tercer año en el Instituto Adscrito al Colegio Nacional y luego en la Escuela Normal de la capital misionera.
Desde 1958, ya casado, antes de cumplir los veinte años y hasta 1983, se desempeñó como maestro de la selva, en tres de las tantas escuelas rurales de Misiones, en medio de todas las precariedades que todavía subsisten.
Paralelamente, proseguía sus actividades deportivas, viajando desde esa selva a Posadas, donde era jugador de fútbol y básquet, el Racing Club (Posadas), siendo varias veces seleccionado para representar a Misiones en los campeonatos argentinos, y hasta conducir como Director técnico al equipo misionero Campeón argentino de la categoría de ascenso en 1977.
En 1963 funda con otros colegas la Federación Provincial de Maestros, en la que se desenvuelve sin sueldo por más de una década. En los ‘60 fue maestro rural, en medio del monte misionero, en Campo Ramón. Participó en la creación del primer gremio docente, a fines de 1962, y en la redacción del Estatuto del Docente, que fuera aprobado por el gobernador de Pablo Luzuriaga, y vetado en el primer día de su mandato, por el gobernador constitucional Mario Losada, para que la UCR, pueda nombrar a los docentes adictos.

## Intendente de Campo Ramón
En 1973, ya padre de cuatro hijos, es elegido Intendente Municipal de Campo Ramón, donde estaba su escuela. Asume ese cargo el 25 de mayo de 1973, y al mes, lo eligen presidente de la Comisión Intermunicipal de la Zona Centro Este de Misiones, que llegó a nuclear a 32 municipios.
A fines de 1973, es elegido Presidente del Congreso General de Municipalidades de Misiones.

## Vida política
En febrero de 1974, es convocado por el entonces Presidente General Juan Domingo Perón, quien le impone dada su representatividad, que solicite la Intervención Federal a los tres poderes de Misiones, debido a la trágica muerte del gobernador Juan Manuel Irrazábal, y su vicegobernador César Napoleón Ayrault, acaecida el 30 de noviembre de 1973.  A fin de que en julio en momentos en que las Cámaras entraran en receso,; él decretaría la misma.

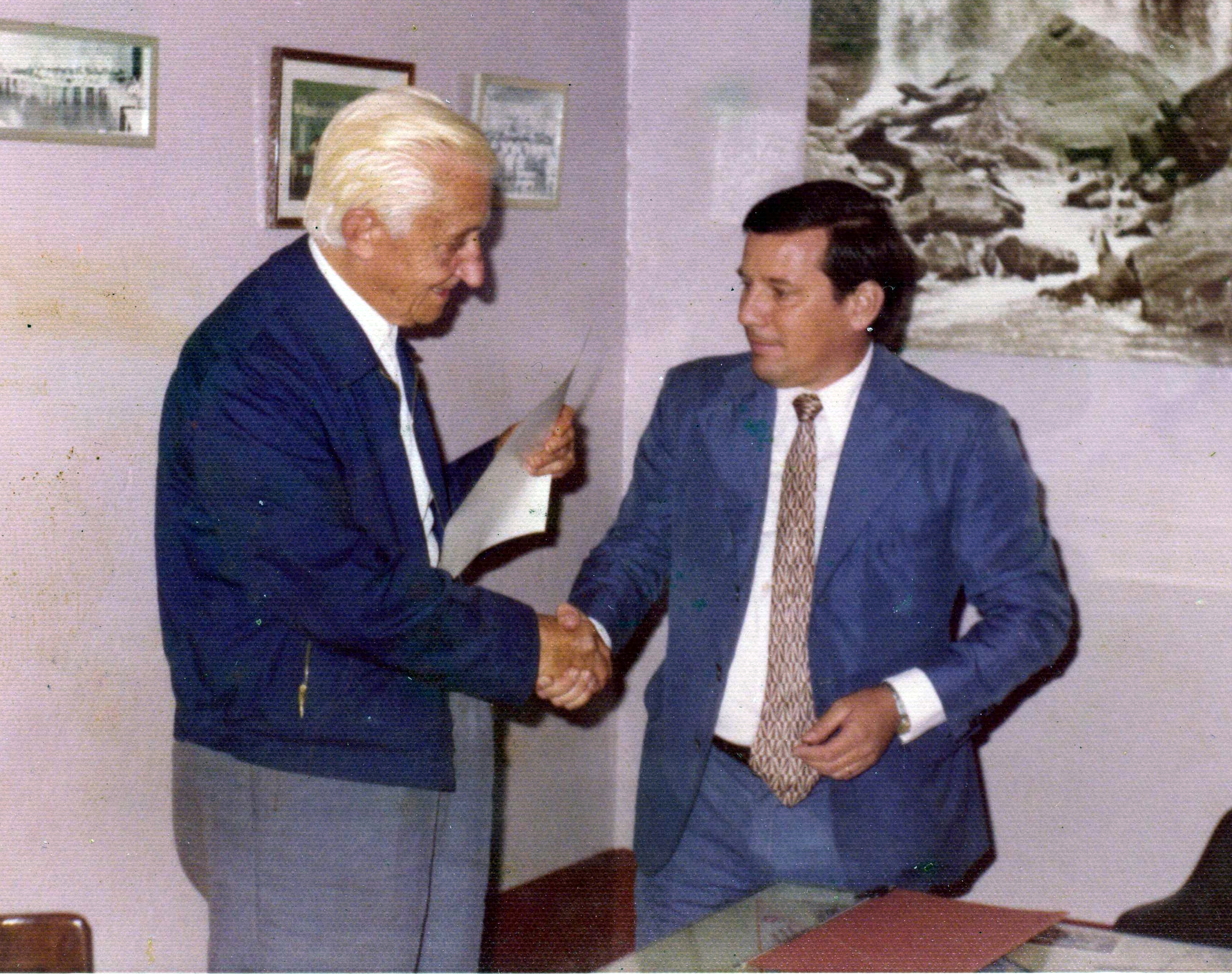
Chiquito Dalmau (en la derecha) intendente de Campo Ramón recibe en su despacho al expresidente de Argentina, Arturo Illia, durante su visita a la provincia en marzo de 1975.

En pleno cumplimiento de esa orden, el primero de julio, fallece el Juan Domingo Perón, y la intervención a los poderes de Misiones se realiza por decreto de la presidenta María Estela Martínez de Perón, el 19 de enero de 1975.
El 11 de marzo de 1975, es elegido Representante Provincial, y ya dentro de la Cámara de Representantes, resulta Presidente del Bloque del Frente Justicialista de Liberación (Fre.Ju.Li.), cargo en el que desempeña hasta el Golpe de Estado en Argentina de 1976.
Después de una breve detención domiciliaria, en Posadas, es liberado y vuelve a su escuela y retoma sus funciones de director, siendo en su tiempo libre un improvisado camionero de los montes.
Durante el Proceso de Reorganización Nacional (1976-1983), es nombrado Triunviro en la Conducción el Partido Justicialista del Departamento Oberá, y en esa condición toma, con un grupo de amigos de diferentes partidos, la municipalidad donde fuera intendente (Campo Ramón) y por unas horas desplazan al intendente por denuncias de corrupción.
Pasado el mediodía al acercarse las tropas de la Gendarmería Nacional, el grupo conductor desde la política, de la pueblada por picadas conocidas en la selva, llegan al río Uruguay, esperan la noche y cruzan en una canoa, al Brasil, donde un amigo de Dalmau, ex Prefecto Municipal (equivalente a intendente) les da refugio en una de sus fincas. Cuando parecían que las condiciones eran aptas, regresan y como si nada hubiera ocurrido Dalmau y sus amigos vuelven a sus tareas cotidianas.
En los últimos años del proceso militar, integra la Convocatoria Multipartidaria, mientras repartía su tiempo entre la escuela, el camión y la política.Fue el autor de la Ley Nacional N.º 23.879 (1987); que obliga a someter a estos emprendimientos sobre los ríos interiores a la consideración de los pueblos afectados.

## Vuelta a la democracia
Con la recuperación de la democracia al país de los argentinos, es electo Diputado Nacional, y en 1987 reelecto, hasta 1991.
En 1988, funda la Fundación José y Cleria Dalmau, presdida por su hijo menor Héctor Luis Rodolfo, que desde 1991 al 2003 (inicio del kirchnerismo)  fuera intendente municipal de dos localidades, Campo Ramón y Oberá, compra un colectivo, y lo destina a hacer pasear a miles de personas de todas las edades, de condición humilde, especialmente a los niños y los enfermos que eran derivados a los nosocomios de Buenos Aires.
En febrero de 1992 acepta el cargo de Subsecretario de Ambiente Humano de la Secretaría de Recursos Naturales y Ambiente Humano, recién creada por el presidente Carlos Menem, iniciando con su superior la Secretaria de estado, María Julia Alsogaray, una serie de controversias, que terminaron en 1993, con su renuncia, acompañada por denuncias sobre el proyecto del Saneamiento de la Cuenca Río Matanza-Riachuelo. Finalmente la política de la Ucedé sería hallada culpable por delitos de corrupción.
De allí en más se dedica como única actividad a seguir con sus estudios sobre los cambios ambientales en la Cuenca del Río de la Plata, que iniciara en 1974.

## Libros
Dalmau escribió tres libros: 

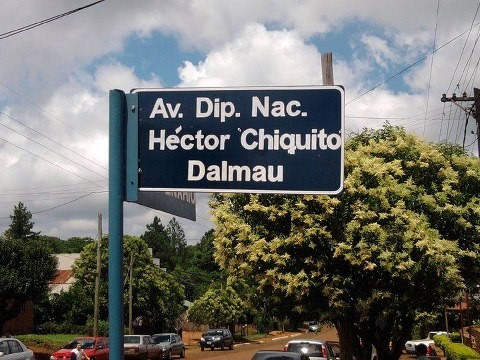
Avenida Diputado Nacional Héctor Chiquito Dalmau en pleno centro de Campo Ramón, Misiones, como homenaje en vida.

- El país de los ríos muertos (1977).[10]
- Represas sin Pérdida de Soberanía (1982).[11]
- Crónicas del País de los Ríos Muertos (2008).[12][13]

Uno de estos libros, El país de los ríos muertos, fue galardonado en 1997 con el Premio Dr. Carlos María Biedma, instaurado por la GÆA Sociedad Argentina de Estudios Geográficos.

## Avenida Chiquito Dalmau
A estos datos se pueden agregar sus participaciones en la ONU, Unesco y otras organizaciones mundiales dedicadas a la protección de la naturaleza, como así también publicaciones, en diferentes medios,
 y el hecho de que las autoridades comunales de Campo Ramón, que no son peronistas, lo homenajearon en vida en el 2010, denominando con su nombre, seudónimo y apellido a una de las dos avenidas principales de esa localidad.